# Hadero
Hadero est une ville et un woreda du centre-sud de l'Éthiopie située dans la zone Kembata de la région Éthiopie du Centre. Elle est le chef-lieu du woreda Hadero Tunto avant de s'en détacher pour former un district urbain.
Située à proximité de la zone Wolayita, une trentaine de kilomètres à l'ouest de Durame,, elle est la principale agglomération du woreda Hadero Tunto et a 17 831 habitants en 2007. 
La ville acquiert elle-même le statut de woreda sur une superficie de 14,65 km2 au plus tard en 2021,.
Elle passe de la région des nations, nationalités et peuples du Sud à la région Éthiopie du Centre en août 2023 comme toute la zone Kembata Tembaro.